# Biktfar
Confessor leder hit. Annan betydelse av ordet, se bekännare
Biktfar eller biktfader, ibland confessor är den präst en troende regelbundet förrättar sin bikt till, särskilt i katolska och ortodoxa kyrkan. En biktfar kan ibland kallas för "andlig fader", särskilt i den rysk-ortodoxa kyrkan där det ord som används för en biktfar och andligt erfaren vägledare i själsliga frågor är starets. Ingenting binder en troende till att bara ha en biktfar, även om det kanske underlättar och gör detta sakrament mer personligt. En monarks biktfar kan även anta rollen som diskret och opartisk rådgivare. 
Under den diokletianska förföljelsen (303–311), den sista stora förföljelsen av kristna i Rom, hade ett antal kristna avsvurit sig sin tro under tortyr eller hot om tortyr. När förföljelserna minskade under Konstantin den store ville de som avfallit återförenas med kyrkan. Det blev praxis att gå till bekännarna, som hade lidit för sin tro och överlevt, för att be för sin sak så de avfallna åter kunde få fira nattvard. Därigenom kom confessor, vilket ursprungligen betyder just bekännare, att beteckna den präst som har rätt att ta emot bikt. 
En präst som är andlig vägledare för ett nunnekloster eller kvinnlig orden kallas ibland confessor. Då, liksom när den andlige ledaren för en kristen grupp, såsom en tredjeorden, kallas för confessor härleds ordet från rollen som gruppens biktfar.